# Мамић
Мамић је хрватско презиме. Познате особе са овим презименом су:
- Здравко Мамић (рођен 1959), хрватски фудбалски менаџер